# Xylophanes xylobotes
Xylophanes xylobotes là một loài bướm đêm thuộc họ Sphingidae. Loài này có ở Peru.
Nó tương tự như Xylophanes ceratomioides.
Có 3 lứa trong 1 năm, trưởng thành trong tháng tháng 2, tháng 6 và tháng 10.
Ấu trùng có thể ăn loại Rubiaceae.